# Giórgos Daláras
Giórgos Daláras (grego: Γεώργιος (Γιώργος) Νταλάρας em português: Giórgos Daláras) (29 de setembro de 1949), é um músico e cantor grego de fama internacional. Ele é reconhecidamente uma das figuras mais proeminentes da cultura musical contemporânea grega, com mais de 70 álbuns pessoais e com vendas de mais de 15 milhões de álbuns. Ele foi selecionado como Embaixador da Boa Vontade da Agência da ONU para Refugiados. Ele nasceu em Nea Kokinia , Pireu . Seu pai era Loukas Daralas (diferença na grafia do sobrenome), um cantor de rebetiko.

## Carreira
Foi aos 15 anos que Giórgos Daláras fez suas primeiras aparições públicas como cantor e guitarrista. Em 1967, gravou sua primeira música Prosmoni em disco de 45 rpm. A sua primeira canção foi alvo de censura por parte da junta militar grega.
Seu primeiro disco, lançado em 1969, traz canções de vários compositores. Entre estes, Stávros Kouyioumtzís que escreveu muitas canções para Georges Dalaras que o tornariam famoso e se tornariam sucessos.
Ele trouxe a música de Mános Chatzidákis e Míkis Theodorákis, entre outros, para a interpretação do rebetico grego, e combinou folk antigo e pop em sua própria música. Suas canções mais conhecidas incluem You Deserved a Better Love e My Pleasure, My Pain.
Desde 1970 Giórgos Daláras gravou mais de 120 álbuns. Cantar muitos estilos diferentes de música (por exemplo, Rebetico, Secular, Latino, Little Bang), música israelense e árabe e música religiosa. Colaborou com muitos compositores gregos contemporâneos, incluindo Mikis Theodorakis, Stavros Cuyumtzís, Manos Loízos, Apóstolos Caldaras, Stavros Csarxacos, Manos Xatzidakis, Xristos Nicolópulos.
Giórgos Daláras ganhou fama mundial no início da década de 1980, apresentando-se no palco da Olympia Concert Hall em Paris, no Festival Europeu de Bruxelas e no Festival da Juventude em Moscou (1985). No inverno de 1981 - 1982 , ocorreu a produção de "Super Star", dirigida por Pantelis Voulgaris, na qual também participaram Glikeria e Margarita Zorbala. Cada vez mais, seu repertório incluía canções folclóricas gregas e canções sobre temas sociais e políticos.
Dalaras em 1987 lançou um álbum chamado Latin, onde cantou músicas latinas, depois se dedicou também à ópera italiana, que também cantou na América. Junto com o cantor de ópera grego Mario Frangulis, cantou a canção de Andrea Bocelli, Con te partiro, parte da qual foi traduzida para o grego. Em 1988, ele lançou hinos bizantinos no álbum Axion esti (Dignified is).
Os projetos mais importantes de Dalaras incluem colaborações com grupos e cantores de renome mundial, como Jethro Tull, Sting, Bruce Springsteen, Dulce Pontes, Emma Shapplin,  Peter Gabriel, Goran Bregovic, entre outros.

## Vida pessoal
Nasceu Dalaras como George Da ral, filho do cantor rembetiko Loukas Daralas. Ele posteriormente anagramatizou seu nome para Da lar as. Desde 1983 Dalaras é casado com Anna Ragousi, também sua empresária e ex-política que serviu no governo do PASOK em 2009 e 2011. Eles têm uma filha, Georgianna. Dalaras é um colecionador de instrumentos musicais e nas horas vagas gosta de pescar e viajar de moto, sendo um grande fã de automobilismo.

## Cidadão do Mundo e Embaixador da Boa Vontade
Homem reservado e modesto, Giórgos Daláras não hesita em defender com energia e veemência as causas que lhe são particularmente caras, sejam problemas políticos como o de Chipre, ou causas humanitárias como a defesa de pessoas política ou socialmente oprimidas, especialmente mulheres e crianças. Se suas posições intransigentes não deixam de perturbar algumas pessoas, elas, no entanto, trazem-lhe o apoio de muitos.
Suas atividades neste campo lhe renderam inúmeras distinções, incluindo o Prêmio Kennedy em 1994. O5 de outubro de 2006 Giórgos Daláras foi nomeado Embaixador da Boa Vontade no Alto Comissariado das Nações Unidas para os Refugiados.

## Discografia
- 1969: Georgios Dalaras
- 1970: Natane to '21 (Jakby to był 1821)
- 1971: O Giorgios Dalaras tragouda Apostolo Kaldara (Dalaras śpiewa Apostolosa Kaldarasa)
- 1971: Otan anthizoun paschalies (Gdy zakwitają bzy)
- 1971: O metikos (Cudzoziemiec)
- 1972: Mikra Asia (Azja Mniejsza)
- 1973: Ilioskopio (Helioskop)
- 1973: Vizantinos esperinos
- 1974: 18 lianotragouda tis pikris Patridas (18 krótkich pieśni o gorzkiej ojczyźnie)
- 1974: Mikres polities (Małe miasta)
- 1975: Sta psila ta parathiria ( Na wysokich oknach)
- 1975: 50 chronia rebetiko tragoudi (50 lat pieśni rebetiko)
- 1976: Ta tragoudia mas (Nasze pieśni)
- 1979: Sergiani ston Kosmo (Wędrówka po Świecie)
- 1981: Radar
- 1982: Thelo na ta po (Muszę to powiedzieć)
- 1983: Ta tragoudia mou (Moja pieśń)
- 1984: Kalimera kyria Lidia (Dzień dobry, pani Lidio)
- 1986: Treli ke ageli (Głupcy i anioły)
- 1987: 24 piosenki na dwóch płytach długogrających Latin
- 1988: Sinavlia (Koncert)
- 1989: Misa Criolla
- 1992: Iparchi logos (Jest powód)
- 1993: Vamena kokina malia (Farbowane rude włosy)
- 1994: Kalos tous (Witam)
- 1997: Thessaloniki Yannena me dio papoutsia panina (Thessaloniki- Janina, w dwóch butach tekstylnych)
- 1997: Georgios Dalaras – a portrait
- 1998: George Dalaras – live and unplugged
- 1998: Georgios Dalaras – Mario Frangoulis – Iera Odos
- 1999: Georgios Dalaras – zontani ihografisi stin iera odo II (Koncert live w "Iera Odos")
- 1999:	George Dalaras & The Israel Philharmonic Orchestra: Live at the Mann Auditorium
- 2018 Γιώργος Νταλάρας {Giorgios Dalaras} – Έρωτας ή τίποτα {Erotas i tipota; Miłość lub nic}